# Gar-clan
De clan van de familie Gar  was in de tweede helft van de zevende eeuw de belangrijkste machtsfactor in het Tibetaanse rijk.

## Historische achtergrond

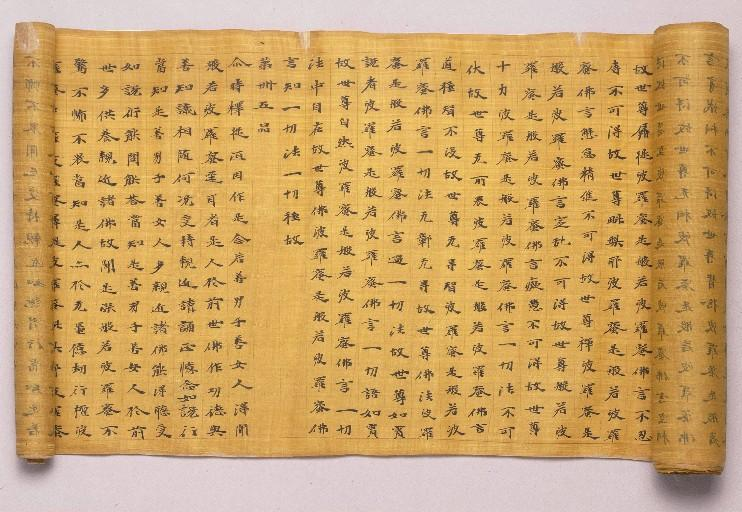
De kroniek was geschreven op de achterkant van vellen waar al een soetra in het Chinees stond

In de klassieke Tibetaanse geschiedschrijving wordt sterk de nadruk gelegd op de goddelijke herkomst van de koningen en de monarchie. De koning was echter geen absolute vorst, maar regeerde als een primus inter pares, die slechts zeker kon zijn van zijn positie zolang de clanleiders hem wensten te ondersteunen. Veel van de clanleiders waren in de periode van het rijk dan ook minister en/of gouverneur van een of meerdere veroverde gebieden.
Diverse manuscripten geven ook aan hoe belangrijk die relatie tussen de koning en de clanleiders was. Het tweede hoofdstuk van de Oude Tibetaanse kroniek is geheel gewijd aan een opsomming van de belangrijkste ministers vanaf de periode van Zanam Zindé. (Als dit een historische persoon is geweest, moet die periode ongeveer in het begin van de tweede eeuw worden gedateerd.) De lijst loopt door tot aan de ministers van Langdarma (841-846). De meeste ministers worden beschreven in termen van bijvoorbeeld zeer wijs. Bij een aantal ministers worden hun daden uitvoerig beschreven. Met enige geringe afwijkingen is de opsomming en de datering van de ministers consistent met de ministers, die genoemd worden in de Tibetaanse annalen.

## Gar Tongtsen
De minister die in de annalen het meeste beschreven wordt is Gar Tongtsen, in de tijd van de koning Songtsen Gampo (605-650) al de belangrijkste minister. Hij werd in 640 door de koning naar het hof van de Chinese keizer Taizong gezonden om te onderhandelen over het huwelijk van de Chinese prinses Wencheng met de kroonprins Gungri Gungtsen (628-647).
In de Tibetaanse literatuur wordt uitgebreid verhaald over de vele tests die Gar zou moeten hebben afgelegd om Taizong tevreden te stellen. Een daarvan was dat Gar een draad door een zeer onregelmatig doorboorde parel diende te krijgen. Net als Daedalus vond Gar de oplossing om de draad eerst aan de poten van een insect te binden en die te dwingen naar het andere uiteinde te kruipen. Gar had daarnaast een hoeveelheid goud voor de keizer bij zich dat 5000 ounce groot zou zijn.

In de tweede helft van de zevende eeuw werd een bestuurlijke reorganisatie van Centraal-Tibet ingevoerd.Het gebied werd verdeeld in vier zogenaande Hoorns. Voor uitleg van de kaart, zie

Na de dood van Songtsen Gampo werd Gar Tongtsen in de periode van zijn opvolger Mansong Mangtsen (650- 676) de machtigste man in Tibet. Tijdens de periode van Mansung Mangtsen en een groot deel van de periode van zijn opvolger Tridu Songtsen (676-704) waren de koningen in wezen marionetten van de leden van Gar-clan.
In de Tibetaanse annalen gaat de lof naar Gar Tongtsen voor het standaardiseren van het administratieve en wetgevingssysteem dat onder Songtsen Gampo was opgezet. In 663 veroverde hij het gebied van de Azha rond Kokonor en werd het nu definitief aan het rijk toegevoegd.
In die tweede helft van de zevende eeuw voltrekt de expansie van het Tibetaanse rijk zich met een grote snelheid. Rond 670 werd het gebied rond Kashgar gecontroleerd en waren stadstaten als Khotan en Kucha veroverd. Het kanaat van de Westelijke Turken, een van de opvolgers van het rijk van de Göktürken was tot een Tibetaanse vazalstaat gemaakt.

## De zoons van Gar Tongtsen
Na de dood van Gar Tongtsen in 668 werd de macht overgenomen door drie zoons: Gar Tsenyen, Gar Tagu en Gar Trideng. De drie broers waren voor een groot deel van hun leven op militaire campagne en verwijderd van Centraal-Tibet. De koning Tridu Songtsen slaagde er in de jaren na 690 in zich geleidelijk aan de macht van de broers te onttrekken. Gar Tsenyen leed als gouverneur van Khotan een nederlaag tegen de Tang-dynastie. Tridu Songtsen wist hem terug te roepen naar Centraal-Tibet en hem in 693 te laten executeren.
Gar Tagu werd gevangengenomen in een militaire campagne tegen troepen uit Sogdië.
Gar Trideng was ook in de jaren daarna vrijwel voortdurend aanwezig bij militaire campagnes tegen de Tang-dynastie. Keizerin Wu Zetian (625 - 705), de enige officiële keizerin in de Chinese geschiedenis, zond een vredesvoorstel aan de Tibetanen. Zij zond dat heel uitdrukkelijk niet aan Gar Tagu, maar aan Tridu Songtsen.
Onder het voorwendsel dit voorstel te willen bespreken nodigde de koning  de meeste resterende leden van de clan van de Gar uit voor een feest en een jachtpartij en liet hen allen vermoorden.
Hierna organiseerde Tridu Songtsen een leger, waarmee hij de strijd wilde aangaan tegen Gar Trideng. Die wilde de militaire confrontatie met de koning niet aangaan en pleegde in 697 zelfmoord.
In de Oude Tibetaanse kroniek staat een overwinningslied van de koning over de definitieve nederlaag van de clan.
De onderdaan beschouwde zichzelf als heerser
Gar dacht dat hij heerser was
 Een kikvors kan ook wel denken, dat hij kan vliegen
Want de onderdaan, die denkt dat hij heerser kan zijn
is als water dat denkt tegen de stroom op te vloeien.
Enkele leden van Gar-clan wisten al deze gebeurtenissen toch te overleven en vluchtten naar China, waar zij in dienst traden van Wu Zetian. In de Chinese annalen van die tijd worden drie leden van de clan benoemd. Gar Zangpo werd militair en verdedigde de Chinese grenzen tegen het Tibetaanse leger. Gar Gongren werd een belangrijke adviseur van Wu Zetian en daarna van de keizers Zhongzong en Ruizong.
In  latere Tibetaanse literatuur ontstaat veel  mythevorming over de clan  en hun herkomst. De vijfde dalai lama, Ngawang Lobsang Gyatso (1617-1682) gaf de  clan een goddelijke herkomst en een stamvader . Deze stamvader van de clan  mGar Tshe gnam tsha'brug zou net als Nyatri Tsenpo met een koord vanaf de hemel naar de aarde zijn afgedaald.